# L'apertura
L'apertura, pubblicato nel 2005, è un album live dei cantanti italiani Nada e Massimo Zamboni.

## Tracce
1. Tutto l'amore che mi manca
2. Grazie
3. Da Solo
4. Piangere o no
5. Trafitto
6. Senza un perché
7. Miccia prende Fuoco
8. Chiedimi quello che vuoi
9. Ultimo Volo America
10. Ti troverò
11. Le mie madri